# Maurice Starr
Maurice Starr, nacido en 1953 en Boston, Massachusetts, cuyo nombre real es Larry Curtis Johnson, es un músico, compositor y productor estadounidense. Starr ha trabajado con New Kids on the Block, New Edition y Tiffany.

## Biografía
Nacido en Lake Helen, Florida, Johnson se trasladó a Boston, Massachusetts, a principios de 1970. Como artista, Johnson fue miembro de The Brothers Johnson (que no debe confundirse con The Brothers Johnson de Los Ángeles, California) y el grupo electro seminal conocida como la Jonzun Crew, con los hermanos Michael y Soni Jonzun. En 1980, Johnson cambió su nombre por el de Maurice Starr y grabó dos álbumes de R & B, Flaming Starr y Lady Spacey. Sin éxito como artista en solitario, Starr decidió crear una banda para interpretar las canciones que él escribió.
En 1982, Starr descubrió la banda New Edition de su concurso de talentos. El grupo produjo una serie de EE. UU. Top 10 hit singles R & B y un Top 5 hit en el Billboard Hot 100. Las diferencias entre Starr y New Edition ha causado los dos para ir por caminos separados. Finalmente, la banda se separó. Dos de los miembros, Bobby Brown y Tresvant Ralph, pasó a tener una exitosa carrera como solista, mientras que los otros tres formaron el grupo ganador de premios, Bell Biv DeVoe.
Después de perder a New Edition, Starr necesitaba una nueva banda para grabar sus canciones. En 1984, se creó New Kids on the Block, una banda formada por cinco adolescentes, los hermanos Jordan Knight y Jonathan Knight, Danny Wood, Donnie Wahlberg y Joey McIntyre. Starr ha producido New Kids on the Block, en ser una versión blanca de New Edition como declaró honestamente creo que si hubieran sido blancos, (el grupo) habría sido 20 veces más grande. Con los New Kids on the Block, Starr como la «voz» del grupo, ganó Compositor del Año en 1989.
Además de New Edition y New Kids on the Block, Starr también formó a los Perfect Gentlemen también una banda de estilo boyband y descubrió al solista, Rick Wes.